# Rana leopardo (Lithobathes)

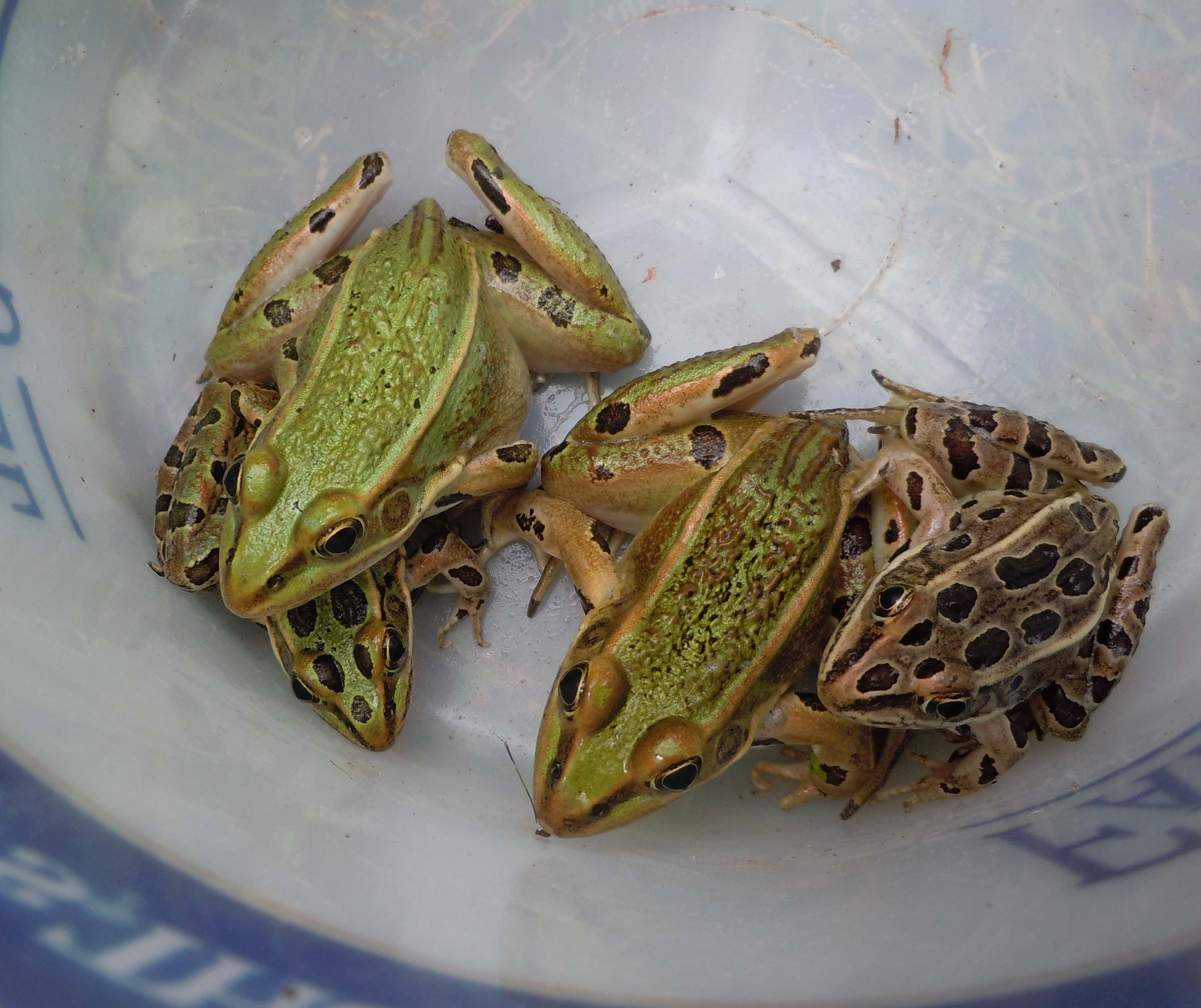
Las ranas leopardo, como estas ranas leopardo del norte (Lithobates pipiens), pueden tener una coloración y patrones variables entre individuos.

Rana leopardo es un nombre genérico utilizado para referirse a varias especies de ranas del género Lithobates. Estas especies tienen una coloración similar: marrón o verde con manchas que forman un patrón de leopardo. Se distinguen por su distribución y diferencias comportamentales, morfológicas y genéticas. El área de distribución de las distintas especies de ranas leopardo se extiende desde la Bahía de Hudson en Canadá, a lo largo de los Estados Unidos y de México hasta América Central, e incluso la región más septentrional de América del Sur .

## Taxonomía
Las ranas leopardo son especies parte del género Lithobates, al igual que muchas otras ranas diferentes, como la rana toro americana.

### Especies

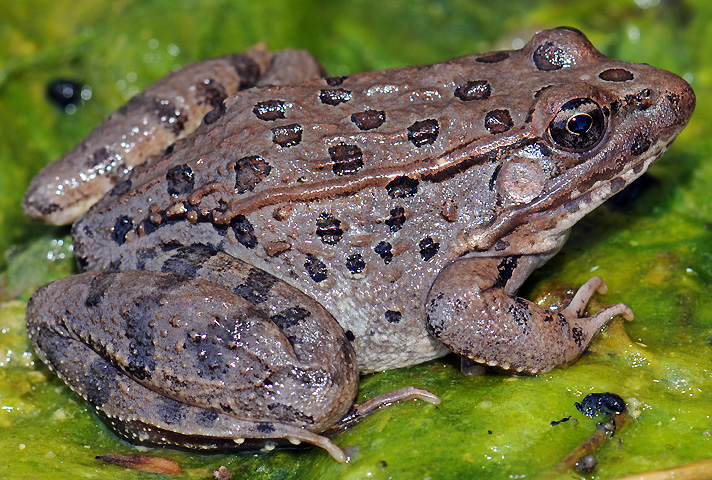
Rana leopardo de tierras bajas (Lithobates yavapaiensis)

- Rana leopardo de la costa atlántica ( Lithobates kauffeldi )
- Rana leopardo de Pie Grande ( Lithobates megapoda )
- Rana leopardo de Brown ( Lithobates brownorum )
- Rana leopardo de Chiricahua ( Lithobates chiricahuensis )
- Rana de Forrer ( Lithobates forreri )
- Rana leopardo guerrillera ( Lithobates omiltemanus )
- Rana leopardo de las islas ( Lithobates miadis )
- Rana leopardo de Lemos-Espinal ( Lithobates lemosespinali )
- Rana leopardo lenca ( Lithobates lenca )
- Rana leopardo de tierras bajas ( Lithobates yavapaiensis )
- Rana leopardo de Montezuma ( Lithobates montezumae )
- Rana leopardo del norte ( Lithobates pipiens )
- Rana leopardo del noroeste de México ( Lithobates magnaocularis )
- Rana de Peralta ( Lithobates taylori )
- Rana lucioperca ( Lithobates palustris )
- Rana leopardo de las llanuras ( Lithobates blairi )
- Rana leopardo relicta ( Lithobates onca )
- Rana leopardo del Río Grande ( Lithobates berlandieri )
- Rana leopardo vistosa ( Lithobates spectabilis )
- Rana leopardo del sur ( Lithobates sphenocephalus )
- Rana leopardo de Tláloc ( Lithobates tlaloci )
- Rana leopardo volcánica transversal ( Lithobates neovolcanicus )
- Rana leopardo del valle de Las Vegas ( Lithobates fisheri )

## Nuevas especies
Varias especies de ranas leopardo se parecen mucho entre sí, e incluso dentro de cada población hay mucha variación. Esto sugiere que algunas poblaciones podrían ser en realidad complejos de especies crípticos .
En marzo de 2012, se anunció que las pruebas de ADN habían confirmado el hallazgo de una nueva especie de rana leopardo cuyo hábitat estaba centrado cerca del Yankee Stadium de Nueva York  e incluía el norte de Nueva Jersey, el sureste de Nueva York y Staten Island ; la nueva especie se identificó por primera vez por su croar corto y repetitivo, distinto del "croar largo" o "risa rápida" de otras especies de rana leopardo en esa área ( L. pipiens y L. sphenocephalus ). Esta especie distintiva ha sido identificada en regiones más al sur como el sureste de Virginia y el noreste de Carolina del Norte. El 30 de octubre de 2014, se anunció que la rana encontrada en marzo de 2012 ha sido descrita como una nueva especie: la rana leopardo de la Costa Atlántica ( Lithobates kauffeldi ) que una vez habitó Manhattan, Nueva York.